# Fasih Bokhari
Fasih Bokhari (en ourdou: فصىح بخارى), né le 8 mars 1942 et mort le 24 novembre 2020, est un amiral pakistanais, chef de la marine pakistanaise du 2 mai 1997 au 5 octobre 1999. 
En conflit avec le gouvernement civil du Premier ministre Nawaz Sharif, il démissionne de ses fonctions quelques jours avant le coup d'État du 12 octobre 1999. Il affirme également en 2002 avoir démissionné pour ne pas participer à la prise de pouvoir du chef de l'armée Pervez Musharraf. Il se fera ensuite connaître pour ses positions politiques, notamment en faveur de la paix.